# Osvaldo Moles

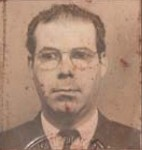
Osvaldo Moles (1966)

Osvaldo Moles (* 14. März 1913 in Santos; † 14. Mai 1967 in São Paulo) war ein brasilianischer Autor, Hörfunkmoderator, Dramaturg und Journalist. Er leistete wichtige Beiträge für das brasilianische Radio, den Journalismus, die Literatur und das Kino.

## Leben und Wirken
1913 in Santos geboren, waren seine Vorfahren italienische Einwanderer.
Er lernte die Modernisten kennen und begann seine journalistische Laufbahn beim Diário Nacional. 1937 beteiligte er sich an der Gründung von Rádio Tupi in São Paulo und lernte 1941 Adoniran Barbosa kennen. Gemeinsam haben sie viele Songtexte geschrieben, zum Beispiel Tiro ao Álvaro.
Er starb 1967 durch Selbstmord und die Presse verschwieg die Tatsache, wie während der Diktatur üblich; das Schweigen der Presse trug dazu bei, dass sein Werk bis heute geächtet wird.

## Auszeichnungen

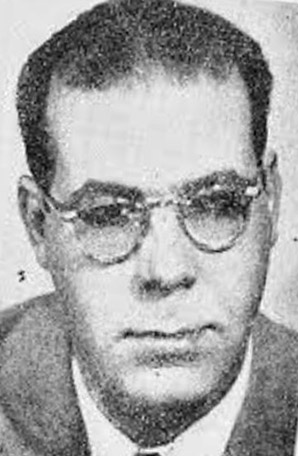
Osvaldo Moles - 1950

- 1950 - Troféu Roquette Pinto, - Programador / Roquette Pinto - Redator Humorístico
- 1952 - Prêmio Saci de Cinema - Melhor Argumento / Roquette Pinto - Programador Popular
- 1953 - Prêmio Governador do Estado - por Roteiro de "Simão, o caolho"
- 1955 - Troféu Roquette Pinto - Programador Geral / Os melhores paulistas de 55 - Manchete RJ, Categoria Rádio
- 1956 - Troféu Roquette Pinto - Programador Geral
- 1957 - Prog. Alegria dos Bairros de J. Rosemberg - 04/08/1957 - Produtor Rádio Record / PRF3-TV Os Melhores da Semana
- 1958 - "Tupiniquim" - Produtor / Dr. Paulo Machado de Carvalho - Associação Paulista de Propaganda - Melhor programa
- 1959 - Revista RM Prêmio Octávio Gabus Mendes – Produtor (Rádio) / Grau de Comendador da Honorífica Ordem Acadêmica de São Francisco / "Tupiniquim" - Prod. Rádio / Roquette Pinto - Prog. Hum. Rádio / Diploma de Burro Faculdade São Francisco
- 1960 - Troféu Roquette Pinto - Especial
- 1964 - Jubileu de Prata (Associação dos profissionais, Presse von São Paulo zum 25. Jubiläum)

## Bibliographie
- B. D. Micheletti: Piquenique classe C y Brás, Bexiga e Barra Funda : Osvaldo Moles como successor de António de Alcântara Machado. In: Edición a cargo de Fidel López Criado; CILEC. (Org.). Literatura, Cine y prensa: El canon y su circunstanica. 1ed.Santiago de Compostela: Andavira, 2014, v. 1, S. 641–650.
- B. D. Micheletti: Osvaldo Moles - o legado do radialista. Tese de Mestrado (Comunicação) - PPGCOM-UNIP, São Paulo, 2015.
- O. Moles: Piquenique classe C: Crônicas e flagrantes de São Paulo. São Paulo: Boa Leitura, 1962.
- F. Moura, A. Nigri: Adoniran Barbosa: Se o senhor não tá lembrado. São Paulo: Boitempo, 2002.
- A. Mugnaini, jr.: Adoniran - Dá Licença de Contar …, A Girafa, 2002.
- C. Campos, jr.: Adoniran: uma biografia. 2. ed. São Paulo: Globo, 2009.
- J. de A. Luso jr., J. V. de Cast: Laudo Natel: biografia do governador. São Paulo, 1971.
- A. Hohlfeldt: Rádio e imprensa: como as duas mídias se encontraram e se fortaleceram em Moçambique. In: Conferência Internacional Império Português . Lisboa: Instituto de Ciéncias Sociais da Universidade de Lisboa, 2013.